# Кочергіна-Макарець Тетяна Іванівна
Тетя́на Іва́нівна Кочергіна́ (при народженні Макарець; *26 березня 1956) — радянська українська гандболістка, що виступала на позиції півсередньої, дворазова олімпійська чемпіонка в складі збірної СРСР з гандболу. Заслужений майстер спорту СРСР (1976).

## Біографія
Тетяна Макарец народилася 1956 року у родині, де було 9 дітей, і, тим самим, є ровесницею чемпіонатів СРСР з гандболу, оскільки саме 1956 року був проведений перший в історії чемпіонат Союзу за правилами гандболу 11х11. Вихованка овідіопольського гандболу починала свій спортивний шлях під керівництвом Володимира Бондаренка, а її першою командою майстрів став легендарний одеський «Локомотив» — найтитулованіший клуб СРСР в жіночому гандболі 11х11. Дитинство провела в селі, завдяки чому вирізнялася як фізично сильний гравець. Під час однієї з комерційних поїздок по ФРН у складі клубу вона відвідала змагання з доїння корів і на запрошення організаторів сама подоїла корову, здивувавши учасників і глядачів.
Виступала за київський «Спартак», разом з яким неодноразово здобувала звання чемпіонки СРСР і добивалася успіху на міжнародній арені. Під час олімпійського турніру 1976 року в Монреалі грала у всіх 5 зустрічах команди, закинувши 24 голи. Під час московської олімпіади теж неодмінно виходила на поле, закинувши 28 голів.
Нині — завідувач кафедри фізичного виховання та спорту, професор Київського національного університету ім. Тараса Шевченка, заслужений працівник фізичної культури і спорту України.

## Скандал
Через надмірну грубість у спілкуванні з вихованцями її тренерська діяльність часто викликала нарікання. Тетяна Іванівна стала героїнею відео, на якому погрожує юним спортсменкам.

## Титули і досягнення

### Спортивні
- Переможниця Олімпійських ігор (2): 1976, 1980
- Срібна призерка чемпіонату світу (2): 1975, 1978
- Бронзова призерка чемпіонату світу (1): 1973
- Володарка Кубку європейських чемпіонів (5): 1970/71 , 1971/72, 1972/73, 1974/75, 1976/77
- Чемпіонка СРСР (14): 1971, 1972, 1973, 1974, 1975, 1976, 1977, 1978, 1979, 1980, 1981, 1982, 1983, 1984
- Володарка Кубку СРСР (1): 1977
- Переможниця Спартакіади народів СРСР (2): 1975, 1979
- Найкраща бомбардирка чемпіонату світу (1): 1975
- Включалася в символічну збірну світу в 1978 році

### Трудові
- Орден « Знак Пошани».
- Орден «За заслуги III ступеня»[5].
- Медаль «За трудову доблесть».
- Почесна Грамота Президії Верховної Ради УРСР.
- Подяка голови Київської державної адміністрації.